# Lista avioanelor de vânătoare din cel de-al Doilea Război Mondial
Avioanele de vânătoare dezvoltate sau utilizate în perioada celui de  al Doilea Război Mondial. În listă sub numele fabricanților se găsesc tipurile avioanelor proiectate și construite.

## România
- IAR
  - 80

## Marea Britanie
- Blackburn
  - Roc

- Bristol
  - Beaufighter
  - Blenheim
  - Bulldog

- Boulton Paul
  - Defiant

- De Havilland
  - DH.98 Mosquito

- Fairey
  - Albacore
  - Barracuda
  - Firefly

- Gloster
  - Gamecock
  - Gauntlet
  - Gladiator

- Handley Page
  - Halifax

- Hawker
  - Hart
  - Hurricane
  - Nimrod
  - Tempest
  - Typhoon

- Supermarine
  - Seafire
  - Spitfire

- Taylorcraft
  - Auster

- Vickers
  - Warwick

- Westland
  - Whirlwind

## Statele Unite ale Americii
- Bell
  - P–39 Airacobra
  - P–63 Kingcobra

- Curtiss
  - P–36 Hawk
  - P–40 Warhawk

- Douglas
  - A–20 Havoc

- Grumman
  - F4F Wildcat
  - F6F Hellcat

- Lockheed
  - P–38 Lightning
- North American
  - P-51 Mustang
- Northrop
  - P–61 Black Widow
- Republic
  - P–43 Lancer
  - P–47 Thunderbolt
- Vought
  - F4U Corsair

## Germania
- Dornier
  - Do 335
- Focke-Wulf
  - Ta 152
  - Ta 154
  - Fw 187
  - Fw 190
- Heinkel
  - He 100
  - He 111
  - He 112
  - He 162
  - He 219
- Junkers
  - Ju 52
  - Ju 88
  - Ju 87 "Stuka"
- Messerschmitt
  - Bf 109
  - Bf 110
  - Me 163 Komet
  - Me 210
  - Me 262
  - Me 309
  - Me 410 Hornisse

## Japonia
- Aichi
  - S1A Denko”Irving”

- Kawanishi
  - N1K-J Shiden

- Kawasaki
  - Ki-60
  - Ki-61
  - Ki-96
  - Ki-100
  - Ki-102

- Kyūshū
  - J7W

- Mitsubishi
  - A5M ”Claude”
  - Mitsubishi A6M Zero ”Zeke”
  - A7M Reppuu ”Sam”
  - J2M Raiden
  - J8M
  - Ki-202

- Nakajima
  - Ki-27 ”Nate”
  - Ki-43 ”Oscar”
  - Ki-44 ”Tojo”
  - Ki-60
  - Ki-61 Hien ”Tony”
  - Ki-64 ”Rob”
  - Ki-83
  - Ki-84 ”Frank”
  - Ki-88
  - Ki-201
  - J1N

- Yokosuka
  - E14Y

## Franța
- Bloch
  - MB-150, 151,152,153
- Dewoitine
  - D.520
- Morane-Saulnier
  - M.S.406

## Finlanda
- VL
  - Myrsky

## Polonia
- PZL (Państwowe Zakłady Lotnicze)
  - P.7
  - P.11
  - P.24
  - 50 Jastrząb
  - 54 Ryś

## Ungaria
- Weiss Manfréd
  - WM–23 Ezüstnyíl

## Italia
- Fiat
  - CR.32
  - CR.42
  - G.55
  - G.50

- Macchi
  - C.200 Saeta
  - C.202 Fologore
  - C.205 Veltro

- Reggiane
  - Re.2000 Falco
  - Re.2001
  - Re.2002 Ariete
  - Re.2003
  - Re.2005 Sagittario

## Uniunea Sovietică
- - Jak–1
  - Jak–3
  - Jak–7
  - Jak–9
  - Jak–15

- Lavocikin
  - LaGG–1
  - LaGG–3
  - La–5
  - La–7

- Mikoian–Guraevici
  - MiG–1
  - MiG–3
  - MiG–5

- Petliacov
  - Pe–3

- Policarpov
  - I–15
  - I–16
  - I–185

## Australia
- CAC (Commonwealth Aircraft Corporation)
  - Boomerang